# Blanzay-sur-Boutonne
Blanzay-sur-Boutonne – miejscowość i gmina we Francji, w regionie Nowa Akwitania, w departamencie Charente-Maritime.
Według danych na rok 1990 gminę zamieszkiwały 83 osoby, a gęstość zaludnienia wynosiła 14 osób/km² (wśród 1467 gmin regionu Poitou-Charentes Blanzay-sur-Boutonne plasuje się na 902. miejscu pod względem liczby ludności, natomiast pod względem powierzchni na miejscu 1036.).